# Раневицька сільська рада
Раневицька сільська рада — орган місцевого самоврядування у Дрогобицькому районі Львівської області з адміністративним центром у с. Раневичі.

## Загальні відомості
Історична дата утворення: в 1939 році. Водоймища на території, підпорядкованій даній раді: річки Тисьмениця, Солониця.

## Населені пункти
Сільській раді підпорядковані населені пункти:
- с. Раневичі

## Склад ради
Рада складається з 16 депутатів та голови, секретаря, бухгалтера та землевпорядника.
Головний бухгалтер - Поточняк Ганна Іванівна
Секретар - Крайчик Ірина Романівна
Землевпорядник - Перехрест Дмитро Вікторович 

### Керівний склад ради
| ПІБ                             | Основні відомості                                                                                  | Дата обрання | Дата звільнення |
| ------------------------------- | -------------------------------------------------------------------------------------------------- | ------------ | --------------- |
| Страшовська Надія В'ячеславівна | Сільський голова, 1957 року народження, освіта, позапартійна                                       | 26.03.2006   | 31.10.2010      |
| Гірчак Ігор Михайлович          | Сільський голова, 1963 року народження, освіта вища, член Всеукраїнського об'єднання «Батьківщина» | 31.10.2010   |                 |

Примітка: таблиця складена за даними джерела